# 영동 노근리 쌍굴다리
영동 노근리 쌍굴다리(永同 老斤里 雙窟다리)는 충청북도 영동군 황간면 노근리에 있는 일제강점기의 건축물이다. 2003년 6월 30일 대한민국의 국가등록문화재 제 59호로 지정되었다. 1950년 당시 미군에 의한 노근리 양민 학살 사건이 발생한 곳이다.

## 배경
노근리 쌍굴다리는 개근천(愷勤川) 위에 무근콘크리트조로 축조된 아치형 쌍굴 교각이다. 1934년 경부선 열차의 운행을 위해 지어졌다. 영동역에서 하행하여 황간역에서 3km 정도 못 미치는 지점에 있다.
노근리 쌍굴다리는 한국 전쟁 당시 많은 양민들이 피살된 '노근리 양민 학살 사건'의 현장이다. 전쟁이 일어난 지 한달 뒤인 1950년 7월 25일부터 7월 29일까지 후퇴하던 미군이 영동읍 주곡리, 임계리 주민과 피난민들을 굴다리 안에 모아 놓고 집단 약 250명에서 300여명으로 추정되는 사람들을 학살하였다. 굴다리에는 지금까지도 총탄 흔적(○, △ 표시)이 남아 있어 당시 상황을 그대로 전해주고 있다.
오랫동안 알려져 있지 않던 노근리 학살 사건은 1999년 미국 AP통신의 보도로 널리 알려졌고, 그 이후 국내 여러 주요 언론도 보도하였다. 미군이 일으킨 학살이기에 AP 내에서도 보도 결정이 쉽지 않았다. 노근리 학살에 대한 보도는 그 이전에도 있었으나 미국 언론이 보도하기 전에는 한국의 주요 언론에서도 크게 다루어지지 않았다.
보도 이후 미국은 사건을 부정하려 하였고, 조사를 하는 동안 사건 당시 "진지로 접근하는 모든 피난민을 사살"하라는 협조가 공군에 요청된 것이 입증되었음에도, 이를 "부수적 피해"(Collateral Damage) 즉 고의가 아닌 사고로 평가해 비판을 받았다. 미국은 1년의 조사 이후 민간인 학살을 인정하는 보고서를 작성하였으나, 2017년 6월까지도 공식적인 사과나 보상은 없는 상태이다.

## 평화공원
노근리 사건의 진상 규명과 희생자의 명예회복을 위한 노근리 특별법이 재정된 후 2008년 노근리 쌍굴다리의 보전과 희생자의 추념을 위한 평화공원의 건립이 추진되었다. 역사공원은 노근리 쌍굴 다리와 인접하여 지어졌으며 기념관과 위령탑, 조각공원 등으로 이루어져 있다.
노근리 평화공원의 관람은 무료이며 3월에서 10월까지는 오전 9시 30분부터 오후 5시 30분까지, 11월부터 2월까지는 오전 10시부터 오후 5시까지 개방한다. 매주 월요일과 1월 1일, 설날과 추석은 휴관한다.

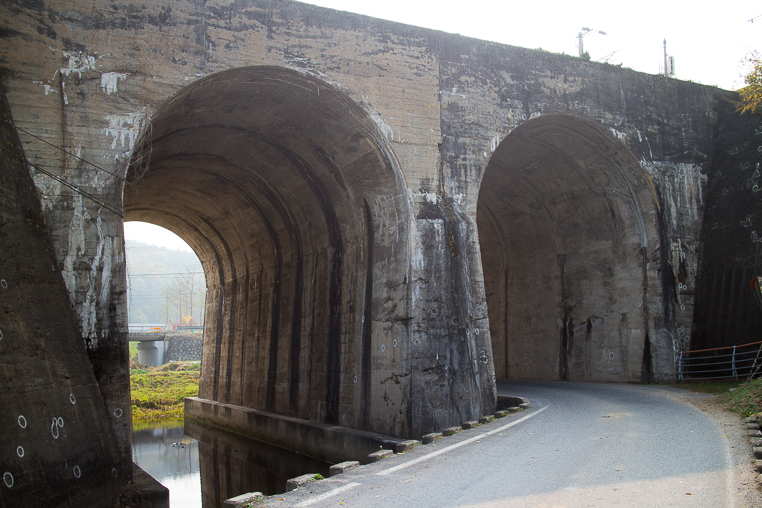
노근리 쌍굴다리의 전경
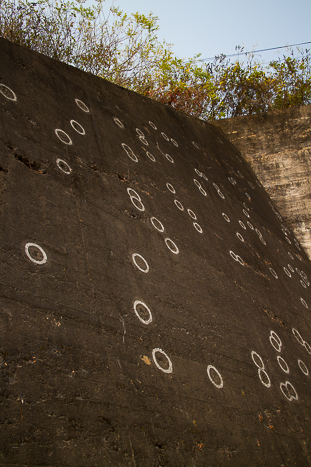
다리에 남은 탄흔
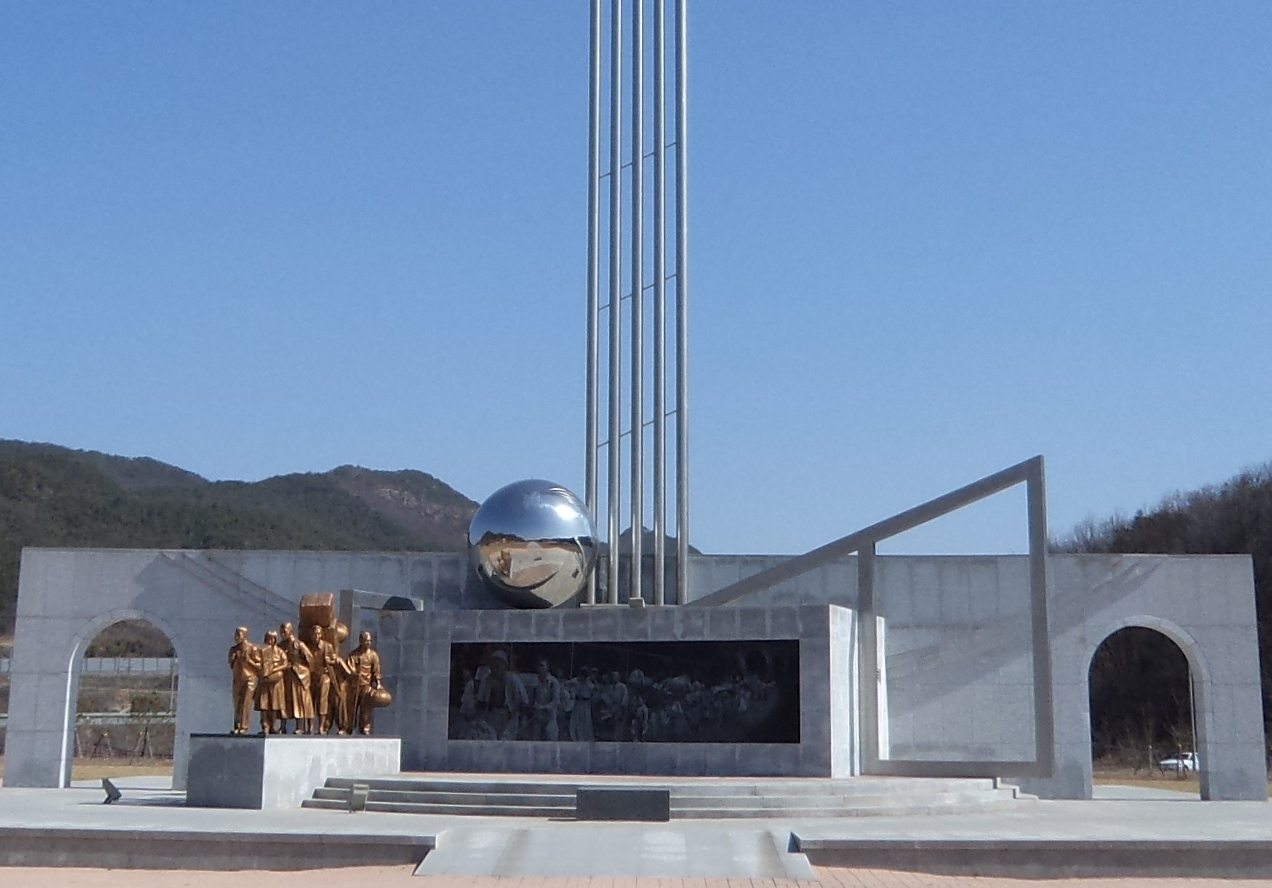
위령탑

## 같이 보기
- 노근리 양민 학살 사건

## 참고 자료
- 영동 노근리 쌍굴다리 - 국가유산청 국가유산포털